# San Verano tra due angeli e sei storie della sua vita
San Verano tra due angeli e sei storie della sua vita è un dipinto a tempera e oro su tavola (152x97 cm) di un anonimo di scuola pisana, databile al 1270-1275 circa e conservato nella Pinacoteca di Brera a Milano.

## Storia
L'opera, dal soggetto così inconsueto, proviene probabilmente dalla pieve di San Verano a Peccioli, vicino a Pisa, dove doveva essere il dossale dell'altare maggiore. Probabilmente immesso sul mercato antiquario all'epoca delle soppressioni napoleoniche, lo ebbe in collezione Alfredo Gerli, che nel 1982 lo donò alla pinacoteca milanese. 
Recentemente è stata riaccreditata l'attribuzione al Maestro della Croce di Castelfiorentino già proposta dal Garrison, superando la proposta di altri autori di accorpare l'opera ad un gruppo più ampio che veniva attribuito a Michele di Baldovino.

## Descrizione e stile
L'opera è tipica dell'arte duecentesca toscana, sia per formato sia per impostazione iconografica: un santo a tutta figura in atto benedicente al centro e, ai lati, storie della sua vita, in questo caso sormontate da due angeli simmetrici che si affacciano a mezza figura. La figura è altamente monumentale, con quei giochi lineari nel panneggio lumeggiato d'oro che, nonostante la raffinatezza, finiscono per appiattire il volume. 
Gli episodi vanno letti in senso orizzontale: 
- San Pietro battezza Verano
- Verano e l'angelo e liberazione di un'indemoniata
- Miracolo del fanciullo resuscitato
- Miracolo in una basilica
- Decollazione di san Verano
- Seppellimento di san Verano

Le scene sono caratterizzate da una certa vivacità narrativa tipica dell'arte bizantina, evidente nelle scene dei miracoli: nella Resurrezione si vede ad esempio un fanciullo steso a terra e contemporaneamente in piedi a un gesto del vescovo, secondo uno schema eloquente che esplicita l'azione. I fondali sono variati ed eleganti, anche se si tratta di spazi astratti, come nelle quinte teatrali, con cui le figure in primo piano non interagiscono mai.